# Cleveland Cavaliers
Cleveland Cavaliers (přezdívka Cavs) jsou basketbalový tým hrající severoamerickou ligu National Basketball Association. Patří do Centrální divize Východní konference NBA.
Byl založen roku 1970.
Za svou historii dokázali Cavaliers sedmkrát vyhrát svou divizi (v letech 1976, 2009, 2010, 2015, 2016, 2017, 2018), pětkrát svou konferenci (2007, 2015, 2016, 2017, 2018) a jednou celou NBA (2016).

## Statistika týmu v NBA
| Sezóna              | Výhry | Prohry | %    | Účast v play-off                                                | Výsledky v play-off                                                                  |
| ------------------- | ----- | ------ | ---- | --------------------------------------------------------------- | ------------------------------------------------------------------------------------ |
| Cleveland Cavaliers |       |        |      |                                                                 |                                                                                      |
| 1970-71             | 15    | 67     | 18,3 |                                                                 |                                                                                      |
| 1971-72             | 23    | 59     | 28,0 |                                                                 |                                                                                      |
| 1972-73             | 32    | 50     | 39,0 |                                                                 |                                                                                      |
| 1973-74             | 29    | 53     | 35,4 |                                                                 |                                                                                      |
| 1974-75             | 40    | 42     | 48,8 |                                                                 |                                                                                      |
| 1975-76             | 49    | 33     | 59,8 | Konferenční semifinále Konferenční finále                       | 4:3 Washington Wizards 2:4 Boston Celtics                                            |
| 1976-77             | 43    | 39     | 52,4 | První kolo                                                      | 1:2 Washington Wizards                                                               |
| 1977-78             | 43    | 39     | 52,4 | První kolo                                                      | 0:2 New York Knicks                                                                  |
| 1978-79             | 30    | 52     | 36,6 |                                                                 |                                                                                      |
| 1979-80             | 37    | 45     | 45,1 |                                                                 |                                                                                      |
| 1980-81             | 28    | 54     | 34,1 |                                                                 |                                                                                      |
| 1981-82             | 15    | 67     | 18,3 |                                                                 |                                                                                      |
| 1982-83             | 23    | 59     | 28,0 |                                                                 |                                                                                      |
| 1983-84             | 28    | 54     | 34,1 |                                                                 |                                                                                      |
| 1984-85             | 36    | 46     | 43,9 | První kolo                                                      | 1:3 Boston Celtics                                                                   |
| 1985-86             | 29    | 53     | 35,4 |                                                                 |                                                                                      |
| 1986-87             | 31    | 51     | 37,8 |                                                                 |                                                                                      |
| 1987-88             | 42    | 40     | 51,2 | První kolo                                                      | 2:3 Chicago Bulls                                                                    |
| 1988-89             | 57    | 25     | 69,5 | První kolo                                                      | 2:3 Chicago Bulls                                                                    |
| 1989-90             | 42    | 40     | 51,2 | První kolo                                                      | 2:3 Philadelphia 76ers                                                               |
| 1990-91             | 33    | 49     | 40,2 |                                                                 |                                                                                      |
| 1991-92             | 57    | 25     | 69,5 | První kolo Konferenční semifinále Konferenční finále            | 3:2 New Jersey Nets 4:3 Boston 2:4 Chicago Bulls                                     |
| 1992-93             | 54    | 28     | 65,9 | První kolo Konferenční semifinále                               | 3:2 New Jersey Nets 0:4 Chicago Bulls                                                |
| 1993-94             | 47    | 35     | 57,3 | První kolo                                                      | 0:3 Chicago Bulls                                                                    |
| 1994-95             | 43    | 39     | 52,4 | První kolo                                                      | 1:3 New York Knicks                                                                  |
| 1995-96             | 47    | 35     | 57,3 | První kolo                                                      | 0:3 New York Knicks                                                                  |
| 1996-97             | 42    | 40     | 51,2 |                                                                 |                                                                                      |
| 1997-98             | 47    | 35     | 57,3 | První kolo                                                      | 1:3 Indiana Pacers                                                                   |
| 1998-99             | 22    | 28     | 44,0 |                                                                 |                                                                                      |
| 1999-2000           | 32    | 50     | 39,0 |                                                                 |                                                                                      |
| 2000-01             | 30    | 52     | 36,6 |                                                                 |                                                                                      |
| 2001-02             | 29    | 53     | 35,4 |                                                                 |                                                                                      |
| 2002-03             | 17    | 65     | 20,7 |                                                                 |                                                                                      |
| 2003-04             | 35    | 47     | 42,7 |                                                                 |                                                                                      |
| 2004-05             | 42    | 40     | 51,2 |                                                                 |                                                                                      |
| 2005-06             | 50    | 32     | 61,0 | První kolo Konferenční semifinále                               | 4:2 Washington Wizards 3:4 Detroit Pistons                                           |
| 2006-07             | 50    | 32     | 61,0 | První kolo Konferenční semifinále Konferenční finále Finále NBA | 4:0 Washington Wizards 4:2 New Jersey Nets 4:2 Detroit Pistons 0:4 San Antonio Spurs |
| 2007-08             | 45    | 37     | 54,9 | První kolo Konferenční semifinále                               | 4:2 Washington Wizards 3:4 Boston Celtics                                            |
| 2008-09             | 66    | 16     | 80,5 | První kolo Konferenční semifinále Konferenční finále            | 4:0 Detroit Pistons 4:0 Atlanta Hawks 2:4 Orlando Magic                              |
| 2009-10             | 61    | 21     | 74,4 | První kolo Konferenční semifinále                               | 4:1 Chicago Bulls 2:4 Boston Celtics                                                 |
| 2010-11             | 19    | 63     | 23,2 |                                                                 |                                                                                      |
| 2011-12             | 21    | 45     | 31,8 |                                                                 |                                                                                      |
| 2012-13             | 24    | 58     | 29,3 |                                                                 |                                                                                      |
| 2013-14             | 33    | 49     | 40,2 |                                                                 |                                                                                      |
| 2014-15             | 53    | 29     | 64,6 | První kolo Konferenční semifinále Konferenční finále Finále NBA | 4:0 Boston Celtics 4:2 Chicago Bulls 4:0 Atlanta Hawks 2:4 Golden State Warriors     |
| 2015-16             | 57    | 25     | 69,5 | První kolo Konferenční semifinále Konferenční finále Finále NBA | 4:0 Detroit Pistons 4:0 Atlanta Hawks 4:2 Toronto Raptors 4:3 Golden State Warriors  |
| 2016-17             | 51    | 31     | 62,2 | První kolo Konferenční semifinále Konferenční finále Finále NBA | 4:0 Indiana Pacers 4:0 Toronto Raptors 4:1 Boston Celtics 1:4 Golden State Warriors  |
| 2017-18             | 50    | 32     | 61,0 | První kolo Konferenční semifinále Konferenční finále            | 4:3 Indiana Pacers 4:0 Toronto Raptors 4:3 Boston Celtics 0:4 Golden State Warriors  |
| Celkem              | 1829  | 2059   | 47   |                                                                 |                                                                                      |
| Play-off            | 119   | 97     | 55,1 |                                                                 |                                                                                      |